# Парламентские выборы в Японии (2009)
Парламентские выборы в Японии были проведены 30 августа 2009 года. Избирались депутаты на 480 мест Палаты представителей Японии, нижней палаты парламента Японии. Избирательные участки открылись 30 числа в 7:00 часов JST и закрылись в 20:00. На выборах оппозиционная Демократическая партия Японии (ДПЯ) победила правящую коалицию (Либерально-демократическая партия (ЛДП) + партия Комэйто).
Либерально-демократическая партия со времени своего основания в 1955 году управляла Японией за исключением 11-месячного периода с 1993 до 1994 год. Но в августе 2009 года Демократическая партия забрала подавляющее большинство мест — 308, против 119 у Либерально-демократической. 16 сентября парламент Японии избрал лидера демократов Юкио Хатояма премьер-министром Японии.
Премьер-министр Японии Таро Асо 31 августа официально объявил о своём намерении уйти в отставку с поста председателя Либерально-демократической партии после её поражения. Эти выборы стали самым серьёзным поражением для правящей партии в современной японской истории. По их результатам впервые со времени образования Либерально-демократической партии она не имеет даже относительного большинства в парламенте.

## Партии
В выборах принимали участие следующие партии:
- Либерально-демократическая партия (119)
- Демократическая партия Японии (308)
- Комэйто (21)
- Японская партия возрождения
- Социал-демократическая партия (7)
- Новая Народная партия (3)
- New Party Nippon
- Коммунистическая партия Японии (9)
- Your Party (5)
- New Party Daichi
- Happiness Realization Party
- Essential Party
- World Economic Community Party
- Freeway Club Party
- Smile Japan Party
- Forest Sea Party

А также 70 беспартийных. В скобках дано количество полученных в парламенте мест.